# Borghetto di Vara
Borghetto di Vara es un municipio italiano situado en la provincia de La Spezia, en Liguria. Tiene una población estimada, a fines de abril de 2024, de 887 habitantes.

## Evolución demográfica
| Gráfica de evolución demográfica de Borghetto di Vara entre 1861 y 2024 |
|                                                                         |
| Fuente: ISTAT - Elaboración gráfica de Wikipedia                        |